# Boulevard Depo
Boulevard Depo, pseudonimo di Artëm Sergeevič Kulik (in russo Артём Сергеевич Кулик?; Ufa, 1º giugno 1992), è un rapper russo.

## Biografia
Originario di Ufa, ha trascorso una parte della sua infanzia presso Komsomol'sk-na-Amure. Nel 2009 ha intrapreso la carriera musicale, registrando musica a Mosca e realizzando nel corso degli anni seguenti diversi album in studio e collaborazioni, messi in commercio attraverso la divisione russa della Warner.
Nel 2020 è stato pubblicato il settimo album in studio Old Blood, che ha esordito in top ten nella Eesti Tipp-40, risultando il disco di un interprete russo più venduto nel corso della settimana in suolo estone. L'album, promosso dal tour omonimo con date in Russia, Bielorussia e Ucraina, è risultato uno dei 18 dischi di maggior successo su VK Muzyka, la seconda principale piattaforma streaming russa, nel corso dell'anno, e ha reso il rapper il quinto artista maschile più riprodotto su Spotify in territorio russo per quanto riguarda il 2020, in seguito al suo lancio avvenuto a luglio. Discorso simile in Bielorussia e Ucraina, dove Old Blood è stato rispettivamente il 1º e il 3º album con il maggior numero di stream accumulati nel medesimo arco di tempo.

## Discografia

### Album in studio
- 2014 – Rapp
- 2015 – Otricala
- 2016 – Plakšeri (con Pharaoh)
- 2016 – Rare Gods 2 (con I61)
- 2017 – Sweet Dreams
- 2018 – Rapp2
- 2020 – Old Blood
- 2021 – QWERTY Lang (con SP4K)
- 2023 – Sertolovskij toksik
- 2024 – Futuroarchaika

### EP
- 2015 – Paywall (con Pharaoh)
- 2016 – Rare Gods, Vol. 1 (con I61)
- 2017 – Sport
- 2019 – Stay Ugly
- 2021 – Omofor (con Jeembo)

### Singoli
- 2014 – OCB Smoking Raw
- 2019 – Vychod siloj (con OFFMi)
- 2020 – Katafalk
- 2020 – Angry Toys
- 2020 – X2
- 2020 – Off Top
- 2021 – V.O.L.K. (con Jeembo)
- 2021 – Manhunt (con Jeembo)
- 2022 – Vok
- 2022 – Auoj
- 2023 – Fenomen (con DopeVvs)
- 2024 – CHP
- 2024 – Gandikap CHP+1

### Collaborazioni
- 2016 – Champagne Squirt (Pharaoh feat. Boulevard Depo)
- 2016 – Reference (I61 feat. Boulevard Depo)
- 2020 – Moë telo (Krestall / Courier feat. Boulevard Depo)
- 2022 – Udači (Basic Boy feat. Boulevard Depo & TVETH)